# منتخب لاتفيا للباندي
منتخب لاتفيا الوطني للباندي (باللاتفية: Latvijas bendija izlase)‏ هو ممثل لاتفيا الرسمي في المنافسات الدولية في الباندي في فئة الباندي للرجال.